# İznik-Keramik

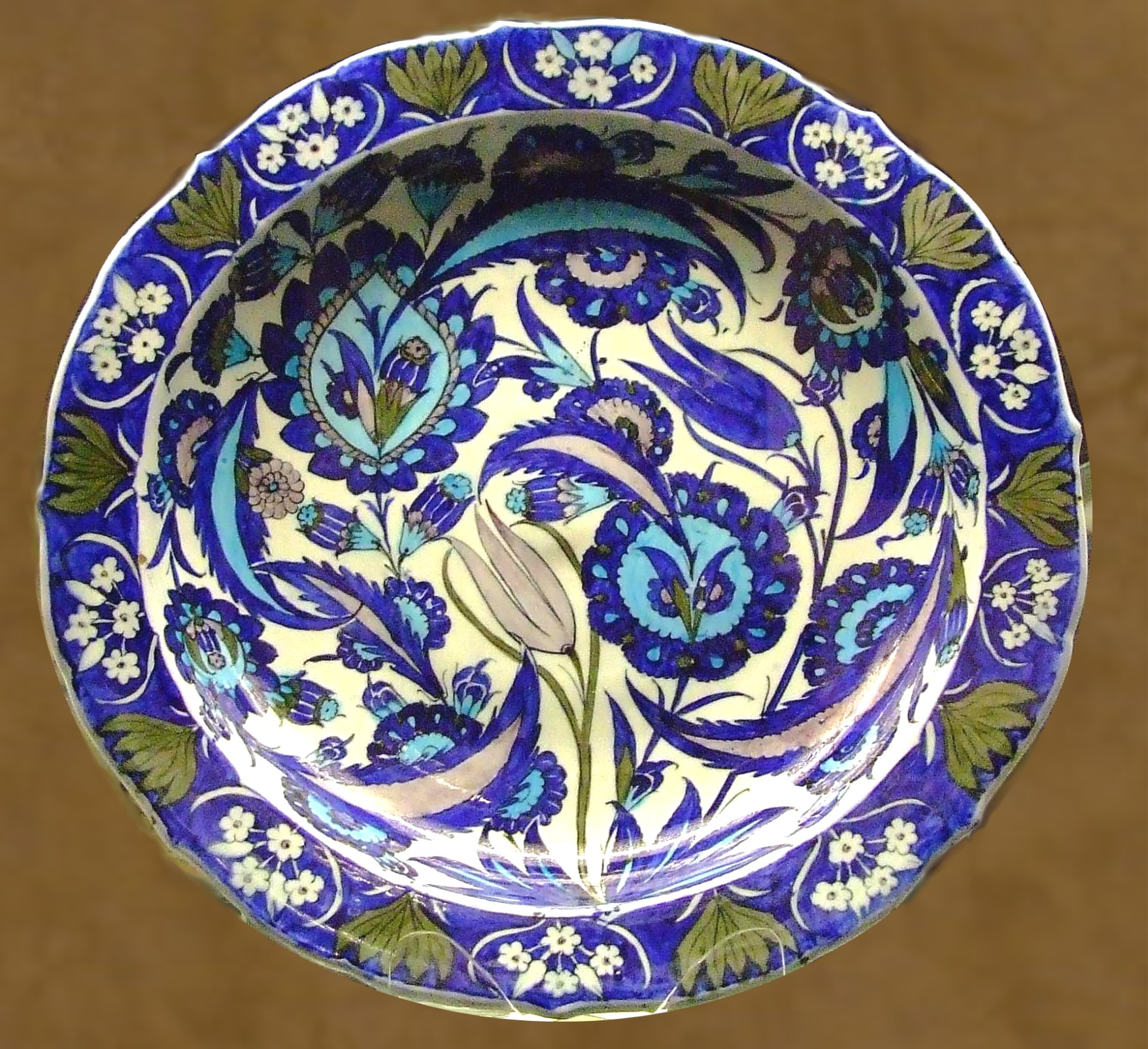
İznik-Teller im Saz- und Rosetten-Stil, 1540–1550, British Museum

İznik-Keramik ist die Bezeichnung für die zwischen dem 15. und 17. Jahrhundert in der westanatolischen Stadt İznik hergestellte glasierte Töpferware. Durch erhebliche Förderung durch den osmanischen Hof und die Inspiration durch chinesisches Porzellan im Blau-Weiß-Stil, das in großen Mengen eingeführt wurde, wurde sie bald im gesamten Osmanischen Reich und darüber hinaus bekannt und geschätzt.
Im 16. Jahrhundert wurde die Farbpalette der zunächst monochrom gehaltenen Keramik um ein blasses Violett, Türkis und Salbeigrün, später durch das charakteristische Bolus-Rot und ein smaragdfarbenes Grün ergänzt. Als Baudekor wurden İznik-Fliesen nun in zahlreichen Gebäuden zur Verkleidung der Wände eingesetzt, darunter in über vierzig Moscheen allein in Istanbul, etwa in der Rüstem-Pascha- und in der Sultan-Ahmed-Moschee, zur Außenverkleidung des unter Süleyman I. restaurierten Felsendoms in Jerusalem, aber auch in Palästen und Mausoleen, vor allem im Beschneidungssalon des Topkapi-Serails. Bedingt durch den Vorbildcharakter der osmanischen Baukunst wurden mit Fliesen verkleidete Innenräume auch auf dem Balkan, in Ägypten und im Maghreb ausgesprochen populär.
Im 17. Jahrhundert setzte bedingt durch gestiegenen Preisdruck, mangelnde Förderung seitens des Herrscherhauses und das Ausbleiben neuer Bauaufträge der Niedergang der Produktion ein. Die östlich von İznik gelegene Stadt Kütahya wurde daraufhin zum neuen Zentrum der Keramikherstellung in Kleinasien.

## Geschichte der İznik-Keramik

### Seldschukische Töpferware und chinesischer Einfluss
Die İznik-Keramik folgte im frühen 14. Jahrhundert zunächst seldschukischen Vorbildern. Anschließend setzte eine Phase der Imitation chinesischen Porzellans ein, das bei den osmanischen Sultanen hochangesehen war. Die Herstellung echten Porzellans gelang den Keramikern jedoch nicht, da weder qualitativ hinreichendes Ausgangsmaterial vorhanden war noch die zum Brennen von Porzellan notwendige Temperatur erreicht wurde; stattdessen handelt es sich bei den Gefäßen um Frittenware, hauptsächlich bestehend aus Quarz und Glas. Spätestens in der Mitte des 16. Jahrhunderts entwickelte sich jedoch ein typischer İznik-Stil, der sich von den früheren Vorbildern deutlich abgrenzte, neue Formen und Motive entwickelte und die symmetrische Gestaltung zugunsten freierer und lebhafterer Bildkompositionen aufgab.
Dieser Entwicklungsprozess lässt sich in verschiedene Phasen differenzieren; die darin produzierten Waren erhielten zumeist den oft irreführenden Namen der Stadt, in der europäische Sammler die ersten Exemplare entdeckten oder erwarben. Die Chronologisierung der Keramik geht federführend auf Arthur Lane zurück, der basierend auf vorausgegangenen Studien etwa von Gaston Migeon, Robert Lockhart Hobson und Katharina Otto-Dorn aufzeigte, dass die an so verschiedenen Orten gefundenen Waren fast allesamt ursprünglich in İznik hergestellt worden sind.

### Milet-Ware (15. Jahrhundert)

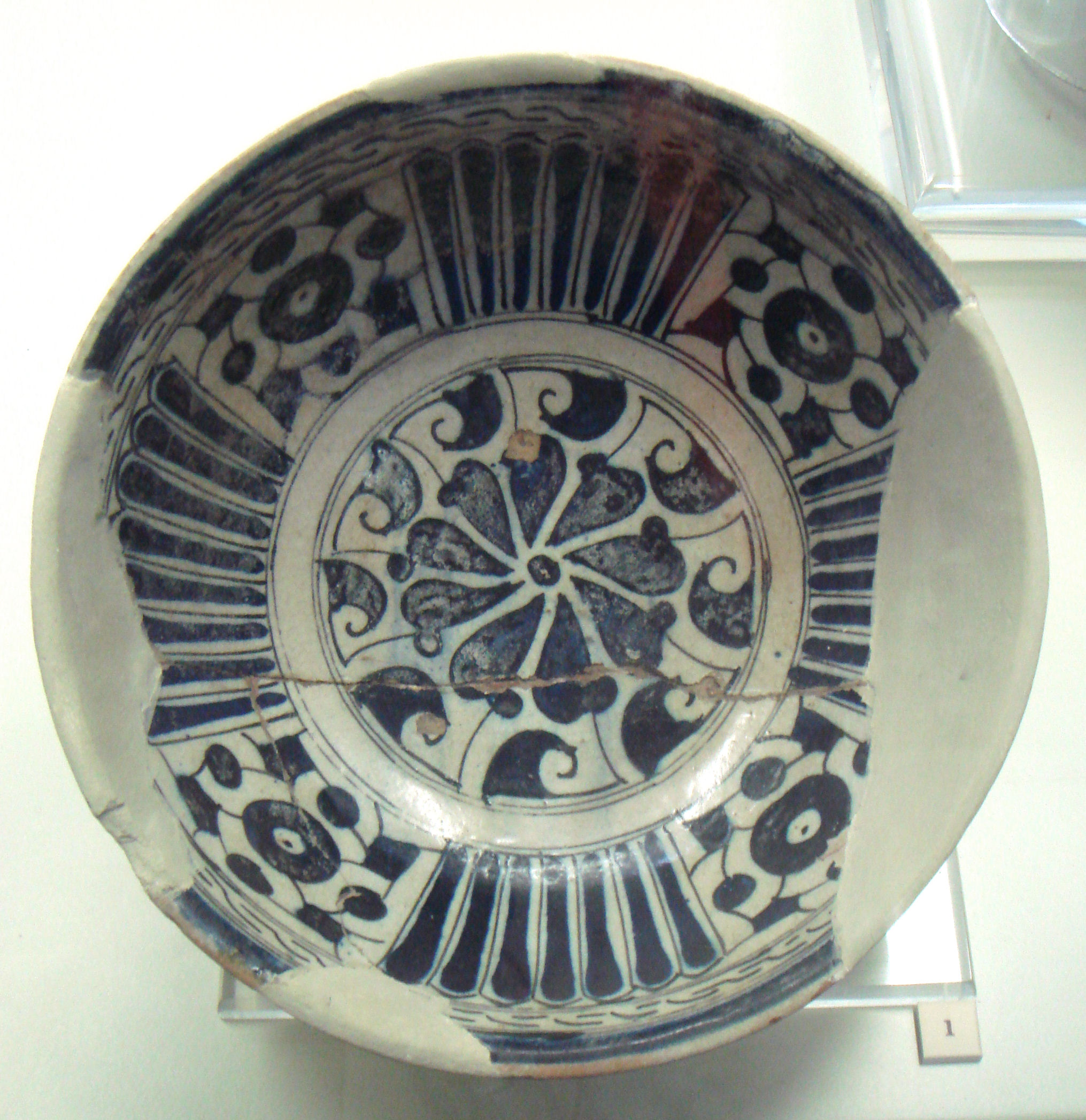
Fragmentarisch erhaltene Schale aus blau-weißer Milet-Ware, Çinili Köşk des Archäologischen Museums Istanbul

Die früheste Form osmanischer Keramik erhielt ihren Namen nach einem Scherbenfund in Milet, der von Friedrich Sarre in den frühen 1930er Jahren während seiner Ausgrabungen entdeckt wurde. Grabungen von Oktay Aslanapa in İznik zeigten in den 1960er Jahren, dass die Stadt bereits vor der Herstellung der blau-weißen Frittenware ein Produktionszentrum für Keramik war und die von Sarre in Milet entdeckten Fragmente offenbar ursprünglich dort hergestellt worden sind. Weitere Herstellungsstätten dieses in ganz Kleinasien verbreiteten Typs waren Kütahya, Akçaalan und offenbar auch die Stadt Pergamon, deren Waren noch deutlich den Einfluss byzantinischer Sgraffito-Keramik zeigen. Die Milet-Ware basiert auf rotem Scherben mit weißer Schlickerengobe, die mit vegetabilischen oder geometrischen Motiven in Kobaltblau, manchmal auch in Schwarz, Türkis, Purpur oder Grün bedeckt waren.

### Frittenware

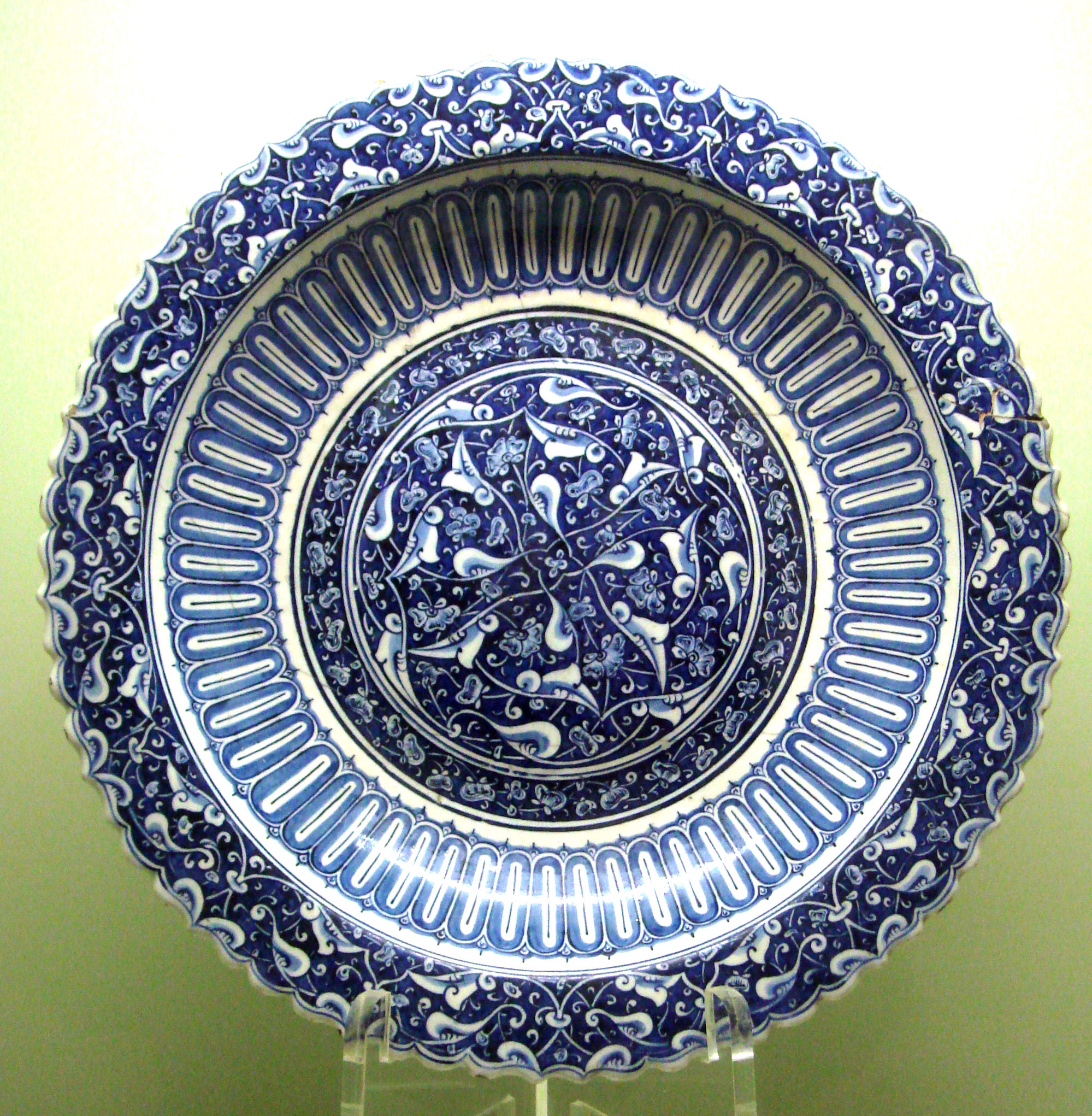
Großer Teller mit rankenverziertem Rand, um 1490, Çinili Köşk des Archäologischen Museums Istanbul

Im späten 15. Jahrhundert wurde der rote Tonkörper durch einen dichten und harten Frittenkörper ersetzt. Der Herstellungsprozess, in dem erstmals in der Geschichte der islamischen Keramik die Produktion eines Körpers mit rein weißer Oberfläche gelang, und auch die Motive unterscheiden sich deutlich von der früheren Milet-Ware. Das Verhältnis zwischen Quarz, fein gemahlenen Glasfritten und Ton kommt den Angaben des persischen Töpfers Abū'l-Qāsim über die in Kaschan verwendete Mischung recht nahe und betrug etwa 10:1:1; insgesamt jedoch war der Glasanteil in den İznik-Keramiken etwas höher. Darüber hinaus enthielt der Werkstoff auch geringe Mengen Bleioxid. Die Keramikgefäße wurden selten aus einem Stück gefertigt, sondern in der Regel aus mehreren Einzelteilen zusammengesetzt.
Der Tonkörper wurde mit einer weißen Engobe begossen, die ähnlich zusammengesetzt war wie der Körper selbst, jedoch sorgfältiger gereinigt und feiner gemahlen war, um farbliche Verunreinigungen zu vermeiden. Vermutlich wurden auch organische Bindemittel wie Traganth eingesetzt. Die Farbpigmente wurden mit Glasfritten vermischt und dann entweder frei oder mithilfe von Schablonen auf die Objekte aufgebracht. In den frühen Phasen der İznik-Keramik wurde hierfür ausschließlich Kobaltblau verwendet, das vermutlich aus Qamsar eingeführt wurde. Ab 1520 findet sich neben Blau vereinzelt auch Türkis aus Kupferoxid in der Farbpalette, kurz darauf Purpur aus Manganoxid sowie Seladongrün, Grau und Schwarz. Das für die İznik-Ware typische leuchtende Bolus-Rot schließlich wurde 1560 eingeführt. Diese Innovationskraft lässt sich einerseits auf den Einfluss führender Künstler des Nakkaşhane, des osmanischen Hofateliers, zurückführen, insbesondere Şahkulu und Kara Memi, andererseits aber auch auf die neuen Anforderungen durch großflächige Fliesenensembles, die andere Formen und Farben verlangten als kleinformatige Gefäße.
Die auf die Farben aufgetragene Glasur bestand zu 25 bis 30 Prozent aus Bleioxid, zu 45 bis 55 Prozent aus Quarz, zu 8 bis 14 Prozent aus Natriumoxid und zu 4 bis 7 Prozent aus Zinnoxid, das offenbar nicht, wie zuvor üblich, in gemahlener, sondern in gelöster Form beigemischt wurde. Der Brenngrad der Keramik betrug bis zu 900 °C.

#### Blau-Weiß-Ware (1480–1520)

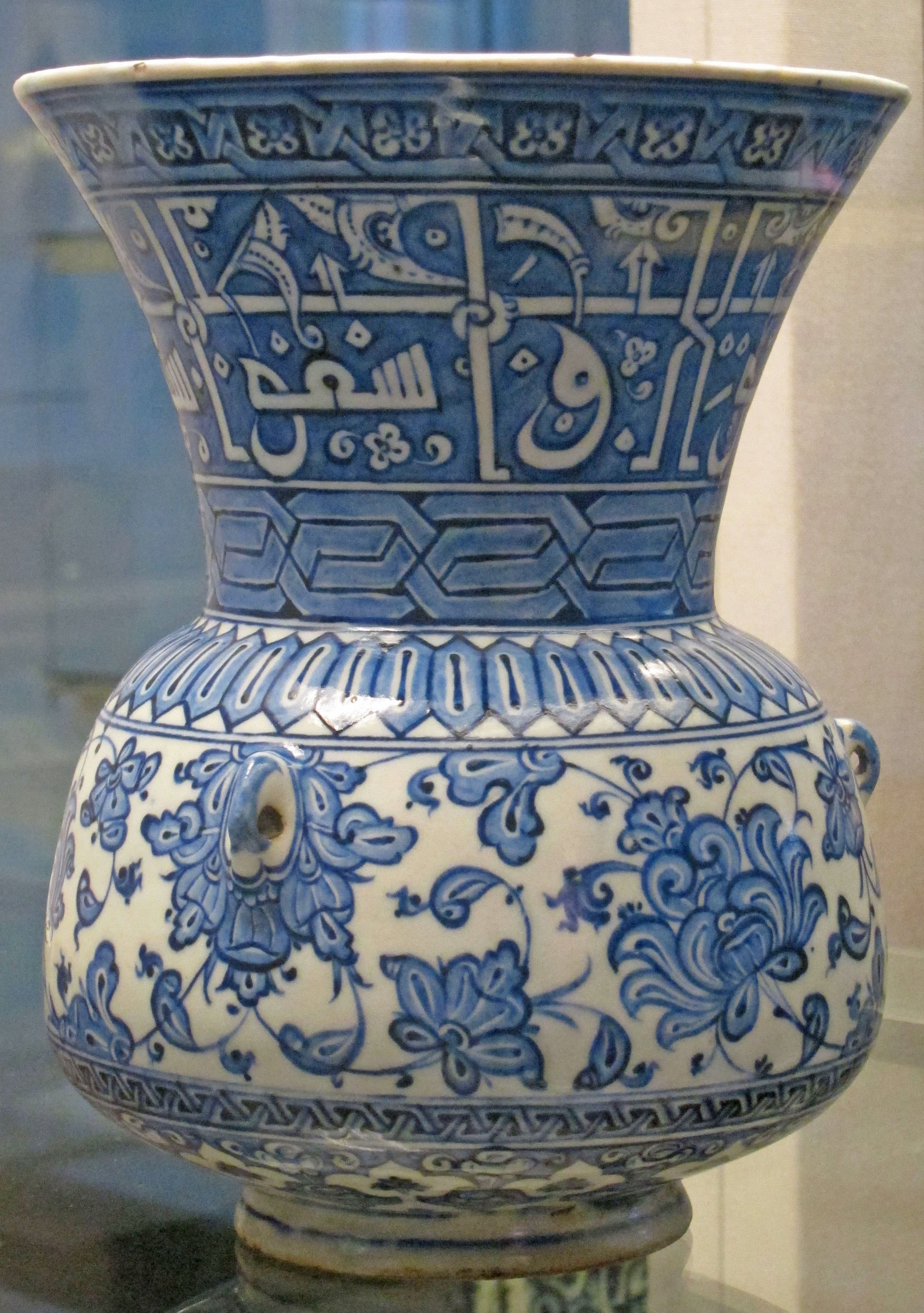
Moscheeampel mit Lotusblüten, um 1510, British Museum

In den letzten Dekaden des 15. Jahrhunderts begannen die Töpfer in İznik mit der Produktion von blau-weißer Frittenware. Die Motive dieser Objekte richteten sich nach Vorlagen aus den Hofateliers in Istanbul und entsprachen dem Geschmack der herrschenden Elite, die die Keramikgefäße zu Hunderten etwa zum Gebrauch für diplomatische Empfänge bestellten, wodurch sie sehr bald auch bei auswärtigen Händlern und Diplomaten beliebt wurden. Anfang des sechzehnten Jahrhunderts begann auch die Produktion keramischer Moscheeampeln, die erstmals anstelle der zuvor fast ausschließlich verwendeten Lampen aus Metall und Glas eingesetzt wurden. Die ersten urkundlichen Erwähnungen der Gebrauchskeramik aus İznik waren die Bestellung von 97 Gefäßen für die höfische Küche im Topkapı-Palast 1489–1490 und die Erwähnung zweier Objekte im Inventar der Schatzkammer von 1496. Die frühesten erhaltenen und datierbaren Blau-Weiß-Keramiken sind Wandfliesen im Mausoleum von Şehzade Mahmud, einem der Söhne von Bayezid II., der 1506–7 starb.
Zur Bezeichnung der frühen blau-weißen İznik-Keramik wird oft der Begriff Abraham-von-Kütahya-Ware verwendet, nach dem gleichnamigen ins Jahr 1510 datierten Krug. Die Kanne ist jedoch stilistisch eher untypisch, so dass alternativ auch der Begriff Baba-Nakkaş-Ware, benannt nach dem führenden osmanischen Hofkünstler, vorgeschlagen worden ist. Auch dieser Begriff ist jedoch irreführend.
Die Gefäße weisen ein dichtes Dekor in Weiß auf kobaltblauem Grund auf, in denen teilweise auf byzantinische Vorbilder zurückgehende osmanische Arabesken mit chinesischen Blütenkompositionen kombiniert werden, bekannt als Rumi-Hatayi-Stil. Bloße Kopien chinesischer Vorbilder sind jedoch selten. Wesentlicher Vorgänger des İznik-Stils war auch die timuridische Kunst, die türkische und iranische Elemente enthielt. Vielfach wurden stilistische Änderungen in der Keramik durch die Metallkunst vorbereitet. In den ersten beiden Dekaden des 16. Jahrhunderts setzte ein gestalterischer Wandel ein: Ein helleres Blau eingeführt, Weißflächen wurden großzügiger eingesetzt und florale Motive ersetzten zunehmend die Rankenmuster älterer Gefäße. Beispiele dafür sind die keramischen Moscheeampeln im 1512 errichteten Mausoleum Bayezids II., die sich in ihrer Form an mamlukische Glaslampen anlehnen und weniger der Beleuchtung als der Dekoration dienten.

#### Patronage durch den osmanischen Hof: Süleyman der Prächtige

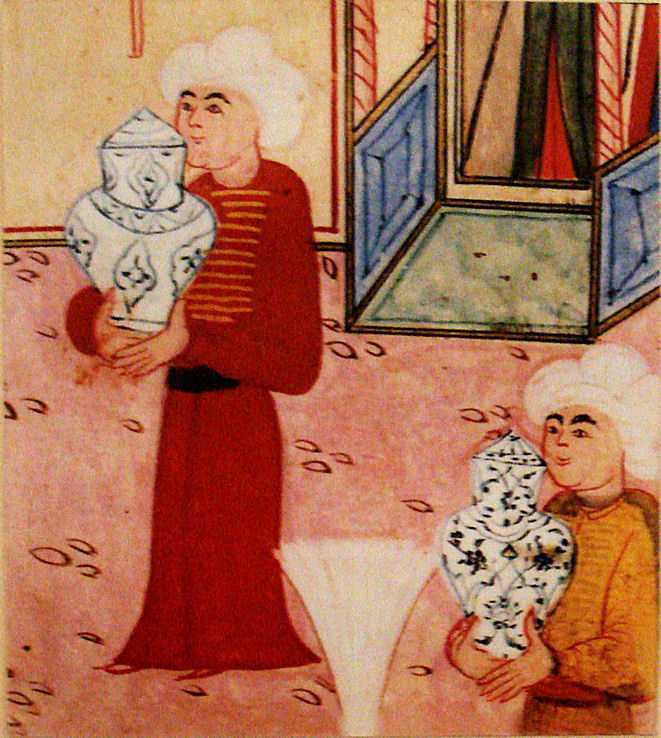
Obstverkäufer mit Keramikkrügen in einer osmanischen Miniatur, um 1582, Archäologisches Museum Istanbul

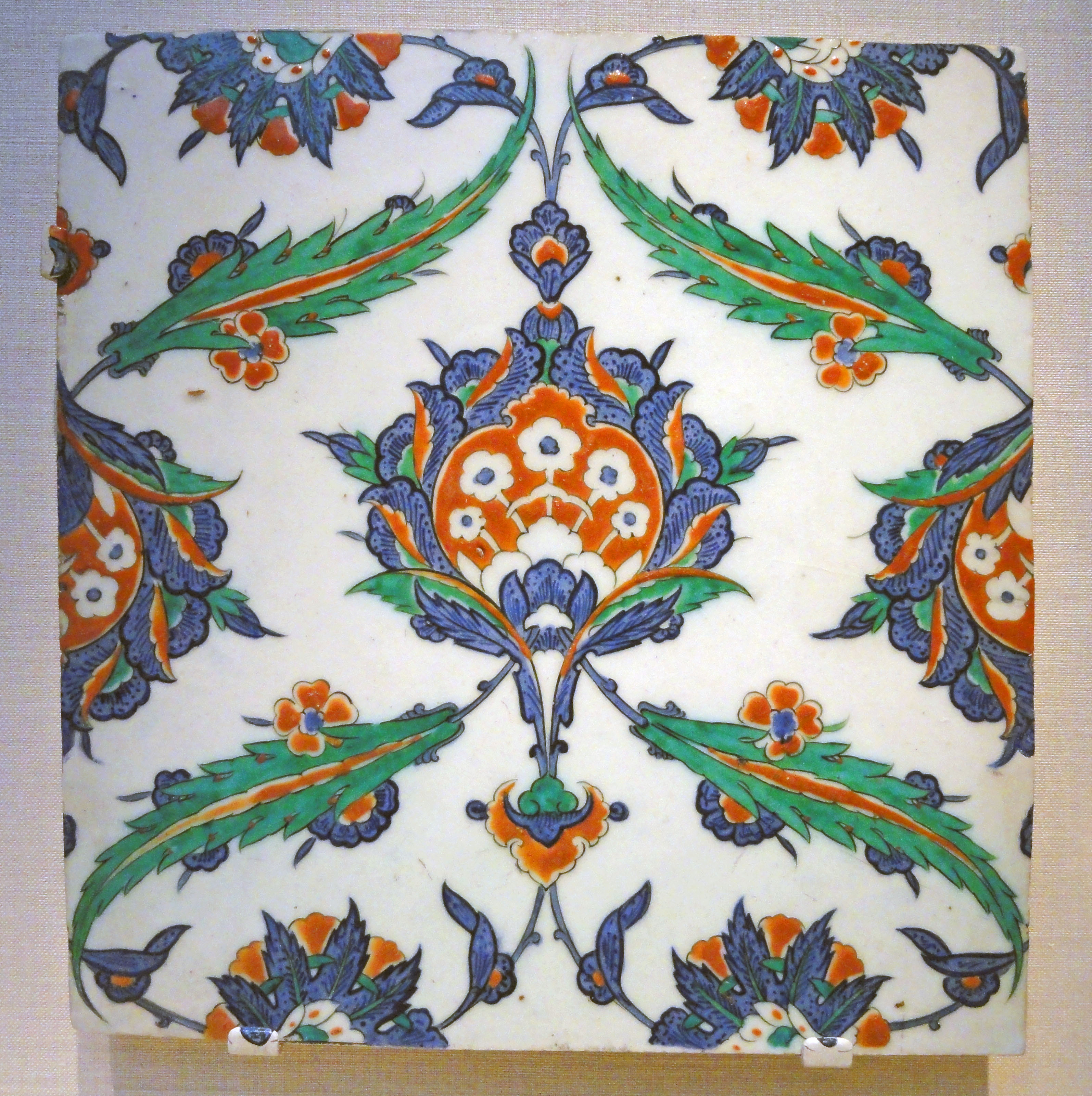
İznik-Fliese mit polychromer Unterglasurmalerei, Freer Gallery of Art

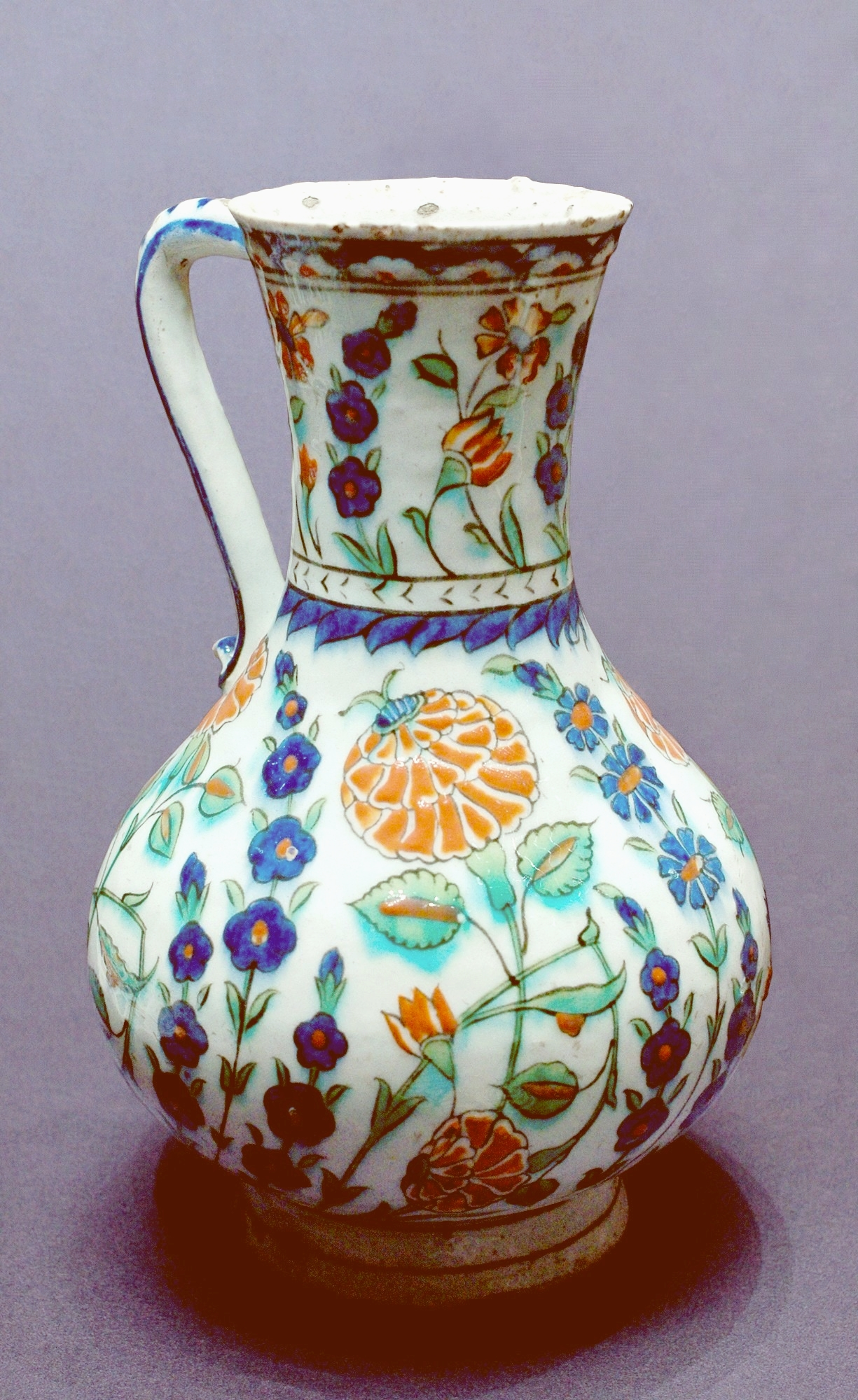
Filigraner Keramikkrug aus İznik mit floralem Dekor, um 1560–1570, Louvre

Nach der Eroberung Konstantinopels 1453 begannen die osmanischen Sultane zahlreiche monumentale Bauvorhaben. Vor allem in den von Süleyman dem Prächtigen, seiner Lieblingsgemahlin Hürrem und seinem Großwesir Rüstem Pascha in Auftrag gegebenen Gebäuden wurden große Mengen von Keramikfliesen verbaut. Allein in der Sultan-Ahmed-Moschee in Istanbul wurden zur Verkleidung der Mauern und Tribünen über 20.000 einzelne Fliesen eingesetzt. Auch in zahlreichen weiteren Moscheen und im Topkapı-Palast wurden die Wände keramisch gefliest. Infolgedessen dominierte die Herstellung von Fliesen von nun an den Produktionsertrag der Töpfereien in İznik.
Doch auch Gefäß- und Gebrauchskeramik wurde verstärkt nachgefragt. Vor allem bei großen Tellern wurde der Dekor in der Komposition nun freier, lockerer und naturalistischer, Schiffe, Tiere, Bäume, Blumen und Symbole wie Chintamani bildeten die Motive. Viele der Teller scheinen zur Wanddekoration verwendet worden zu sein; sie weisen Fußringe auf, an denen sie aufgehängt werden konnten, doch sind zugleich bei vielen Schalen Gebrauchsspuren nachgewiesen worden. Seit 1520 dominierte der Saz-Stil mit seinen langen, gezahnten, dynamisch arrangierten Blättern, die von statischen Rosetten ausbalanciert wurden. Im späteren 16. Jahrhundert setzte sich der Quatre-Fleurs-Stil mit seinem Repertoire aus stilisierten Rosen, Nelken, Tulpen und Hyazinthen durch, die fortan die Hauptmotive türkischer Keramik bildeten.

#### Goldenes-Horn-Stil (um 1530–1550)
Der sogenannte Goldenes-Horn-Stil war eine Variation der Blau-Weiß-Waren, die vor allem zwischen 1525 und 1555 hergestellt wurde. Sie ist nach den Fragmenten benannt, die um 1905 als erste Zeugnisse dieser Stilrichtung bei der Renovierung der Sirkeci-Poststation am Goldenen Horn in Istanbul ausgegraben worden sind. Ein Vergleich mit den motivisch sehr ähnlichen blau-weißen İznik-Waren ergab, dass sie ebenfalls in deren Manufakturen hergestellt wurden. Sie sind jedoch im Unterschied zu diesen noch stärker islamischen denn chinesischen gestalterischen Traditionen verpflichtet. Charakteristisch für den Goldenes-Horn-Stil sind die von kleinen Blättern durchsetzten Spiralen, die auf Schriftrollen häufig als Hintergrundmotiv für die Herrschaftsinsignie des Sultans dienten, weshalb diese Variante auch als Tughra-Stil bezeichnet wird. Spätere Gefäße wurden bereits vielfarbiger und nutzten neben Kobaltblau auch Türkis, Olivgrün und Schwarz. Einige der Waren, vor allem die kleineren Schalen mit ausgreifendem Rand, weisen Ähnlichkeiten zu italienischen Majolika auf.

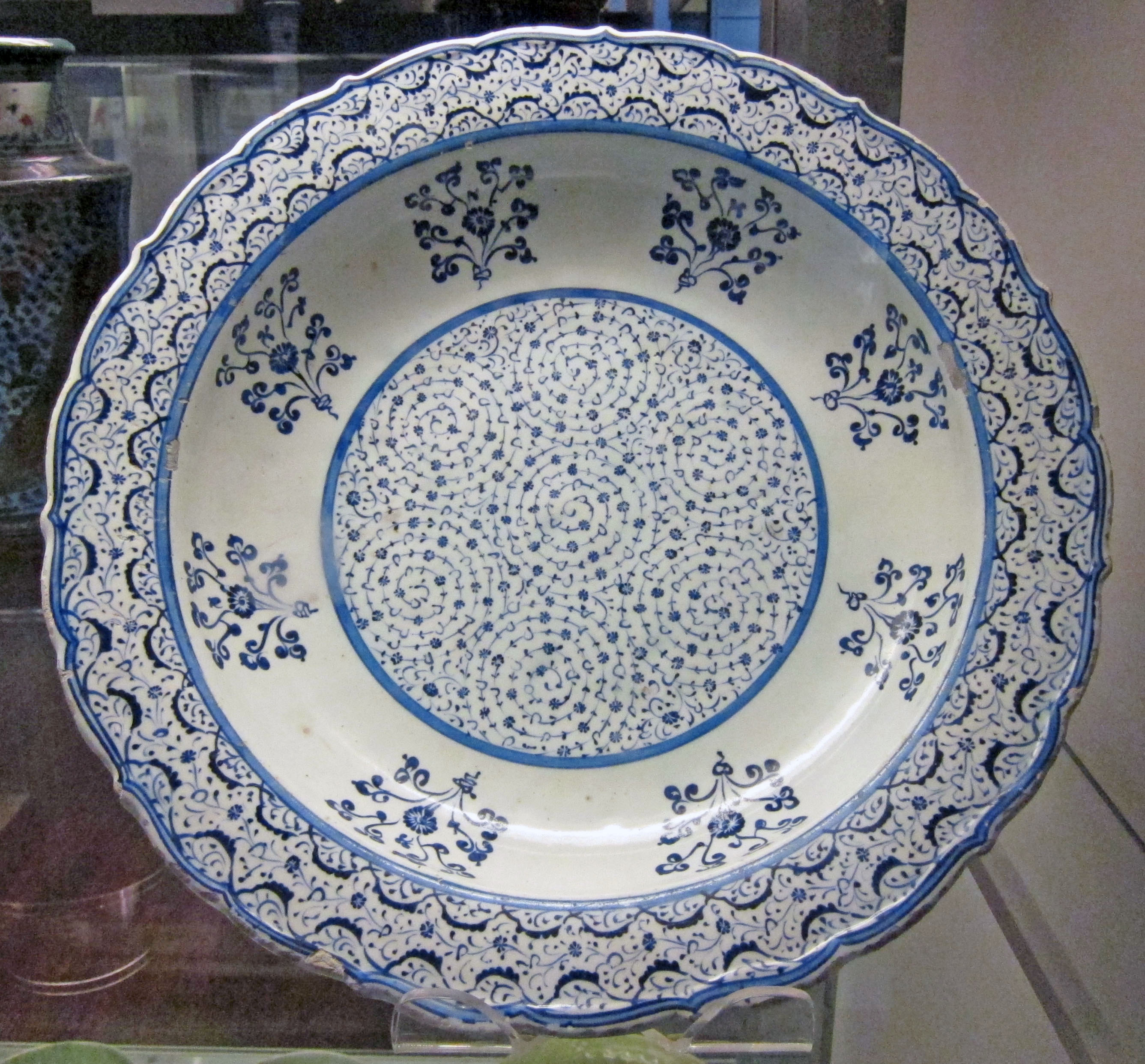
Tiefer Teller im Goldenes-Horn-Stil, um 1530
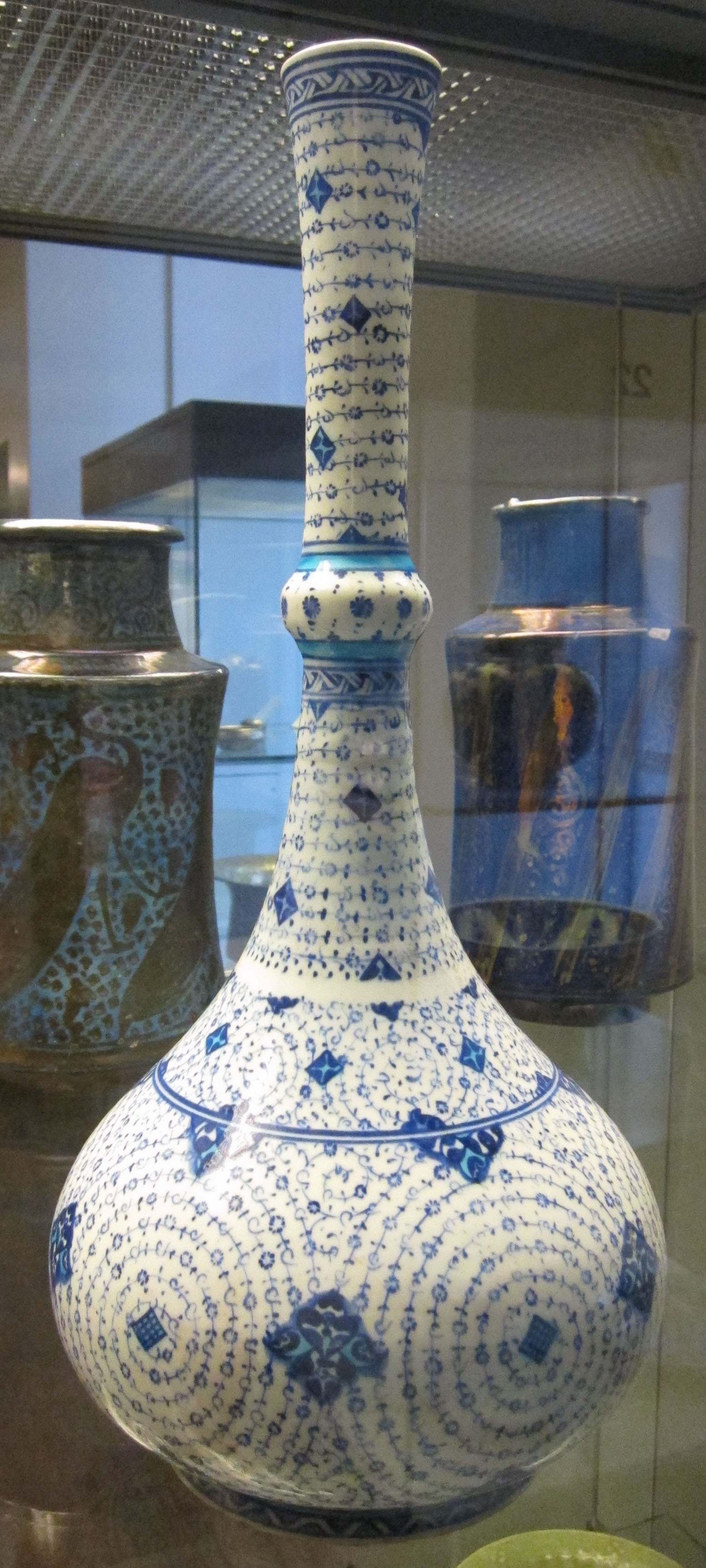
Birnenförmige Wasserkanne, um 1530–1535
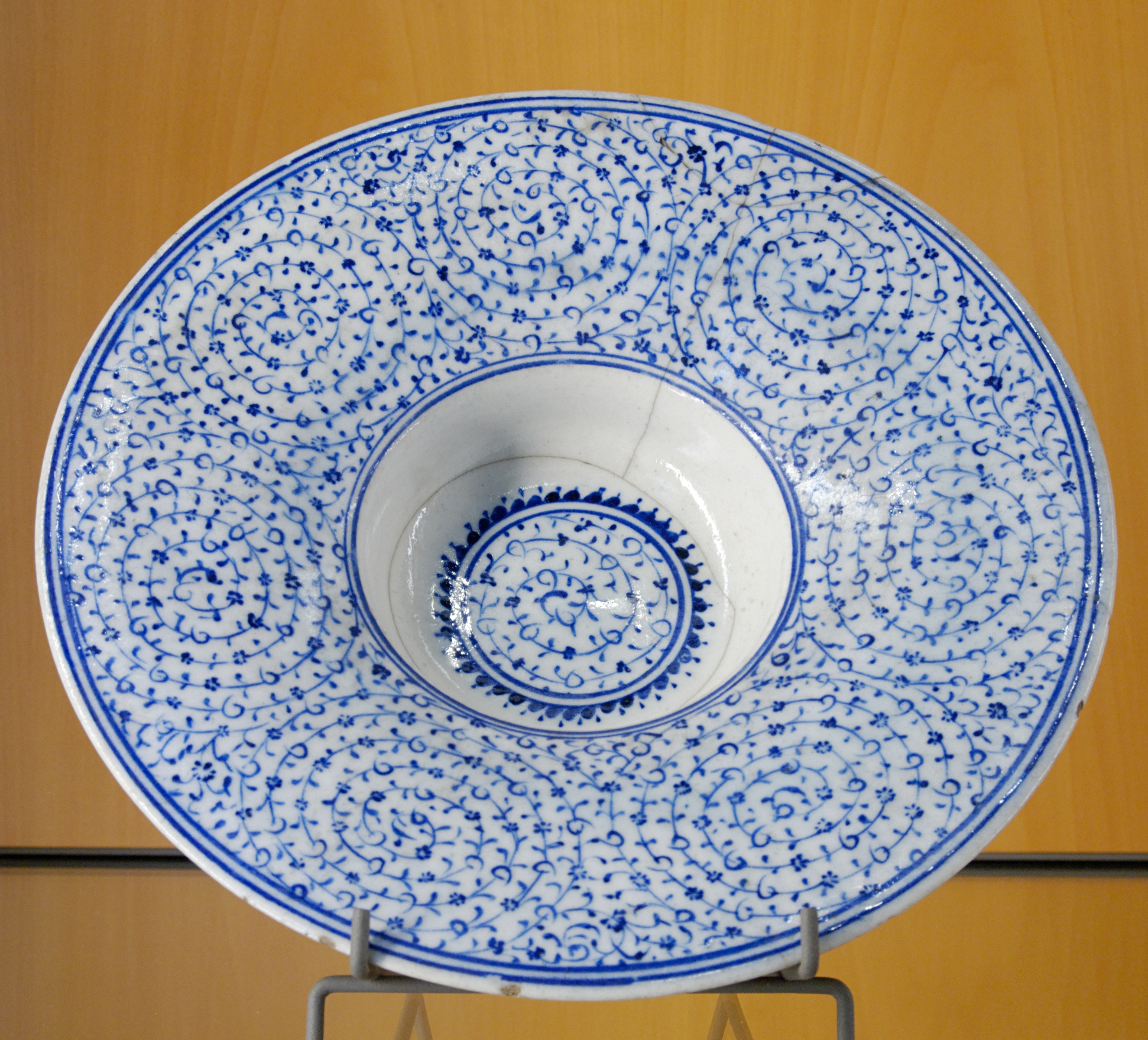
Teller ähnlich den Tondino-Majolika, um 1530–1540

#### Damaskus-Ware (um 1530–1550)
Die sogenannte Damaskus-Ware wurde zwischen 1530 und 1550 sehr beliebt. Hier wurde ergänzend zu Blau und Türkis erstmals in größerem Umfang Seladongrün und Manganviolett eingesetzt, so dass dieser Stil eine Übergangsform hin zur vollwertigen polychromen Keramik darstellt. Auch in diesem Fall richtete sich die Bezeichnung nach dem ersten Fundort der Keramiken, der 1516 von den Osmanen eroberten syrischen Stadt Damaskus, in der offenbar längere Zeit Kopien von Keramiken aus İznik hergestellt wurden.
Ein Schlüsselobjekt aus dieser Zeit ist eine Moscheeampel, die als eine der wenigen Keramiken von ihrem Schöpfer genau datiert und signiert wurde. Die Lampe wurde auf dem Tempelberg in Jerusalem gefunden und im Laufe der unter Süleyman I. im Heiligen Bezirk durchgeführten Restaurierungsarbeiten dem Felsendom gestiftet. Die Inschriften verweisen auf den Sufimeister Eşrefzade Rumi und dessen Heimatstadt İznik und nennen den Namen des Dekorationsmalers, des „armen und bescheidenen Musli“, und den Monat der Fertigstellung, Dschumādā l-ūlā im Hidschra-Jahr 956, also 1549. Ein Vergleich mit anderen, ähnlichen Objekten ermöglicht so deren genauere Datierung und kunsthistorische Einordnung. Die Lampe ist farblich in Grün, Schwarz und zwei verschiedenen Blautönen gestaltet und zeigt neben kalligrafischen Friesen Wolkenbandornamente in Kombination mit verspielter Arabeskenmalerei.

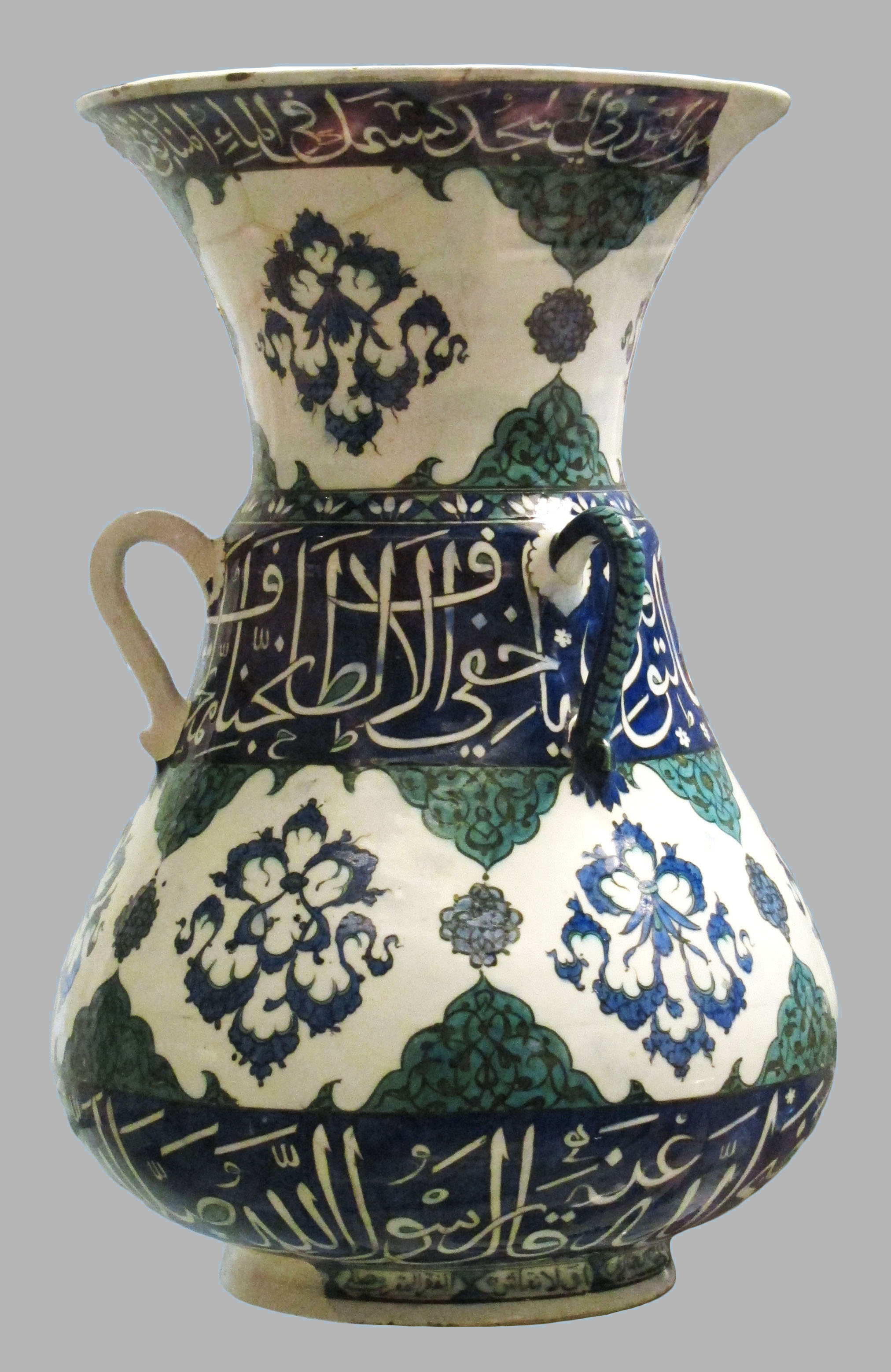
Moscheeampel aus İznik für den Felsendom in Jerusalem, angefertigt von einem Künstler namens Musli, 1549
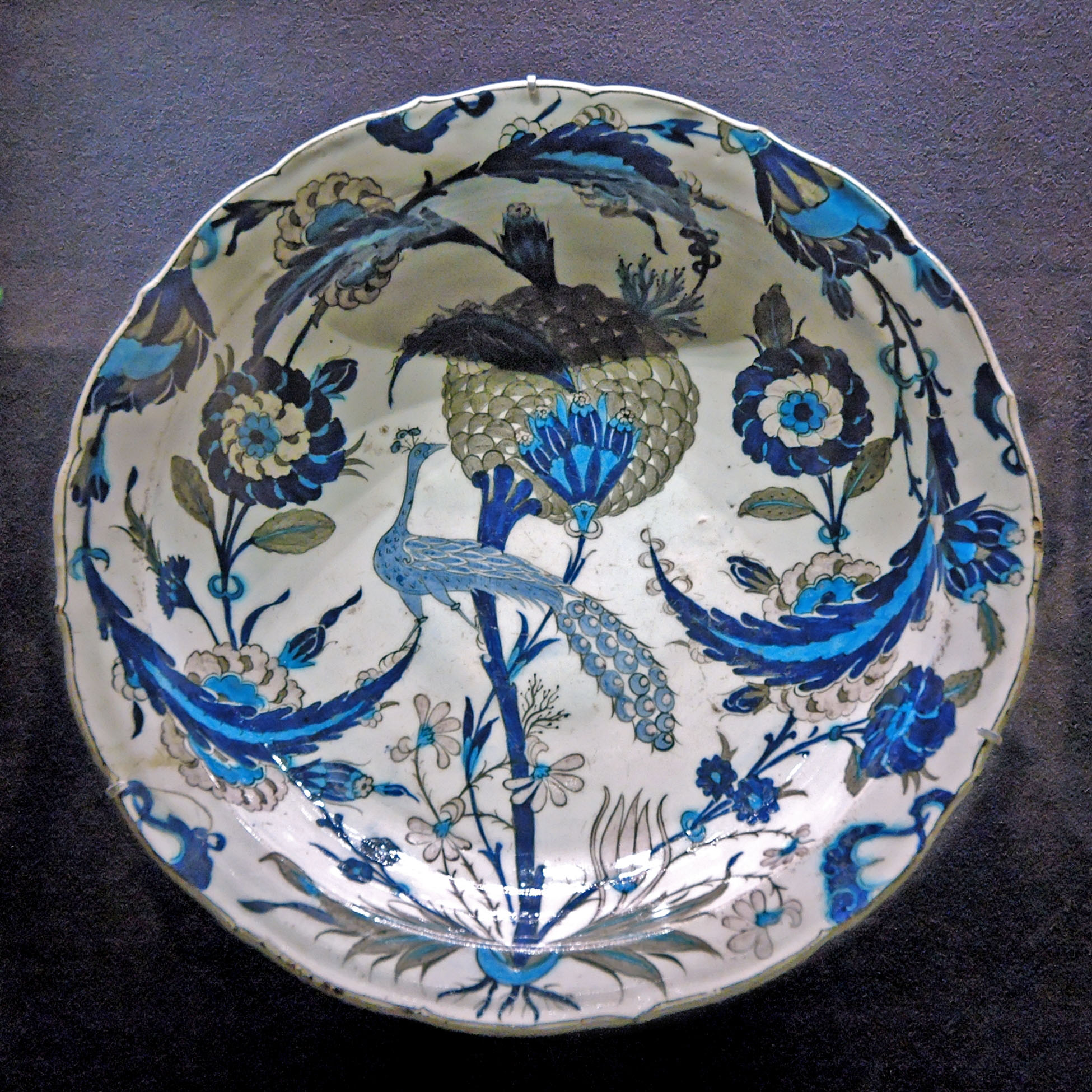
Teller im Saz-Stil mit Pfauenmotiv, um 1540–1555
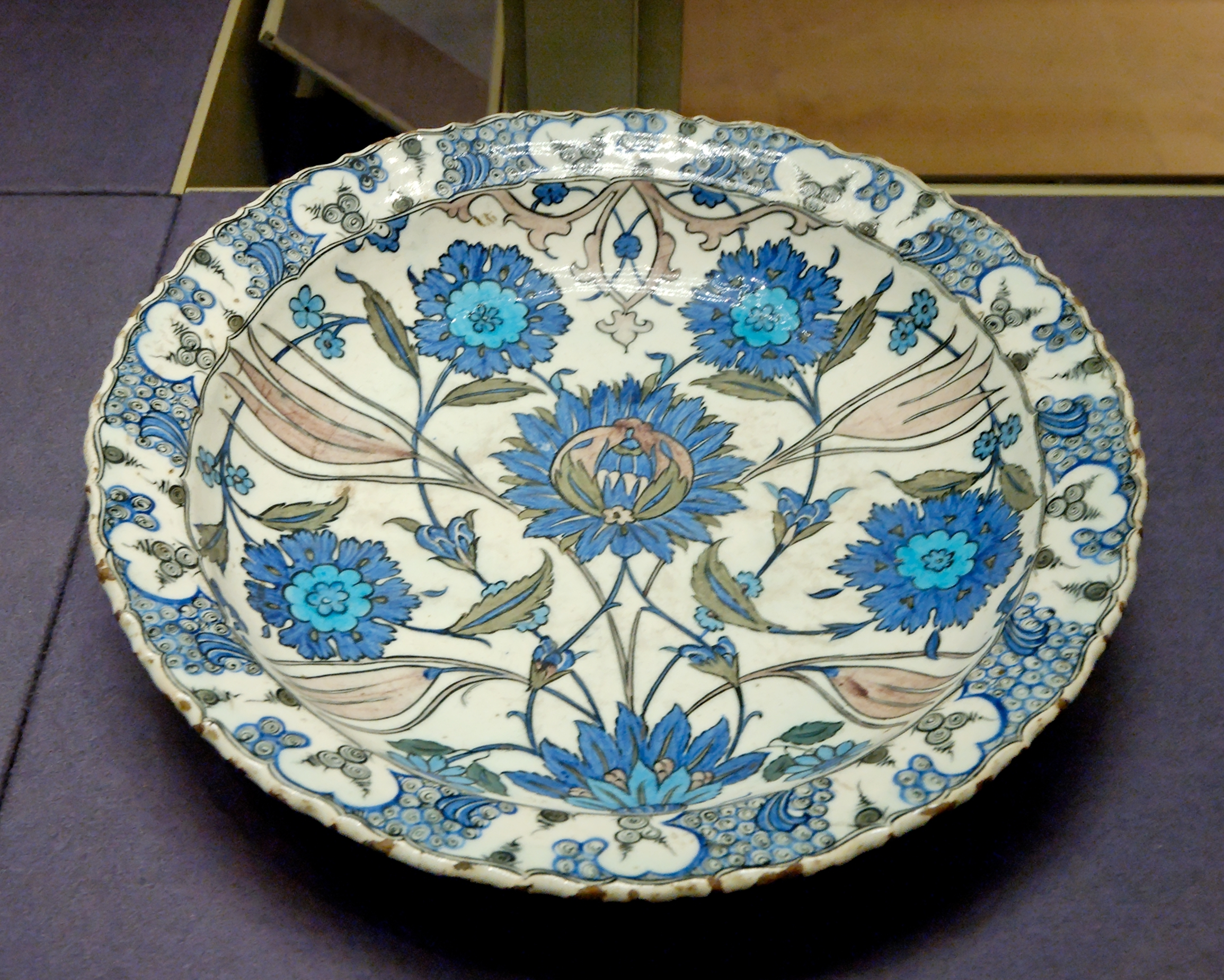
Damaskus-Ware mit floralem Dekor, um 1540–1555

#### Polychrome Keramik (1550–1600)

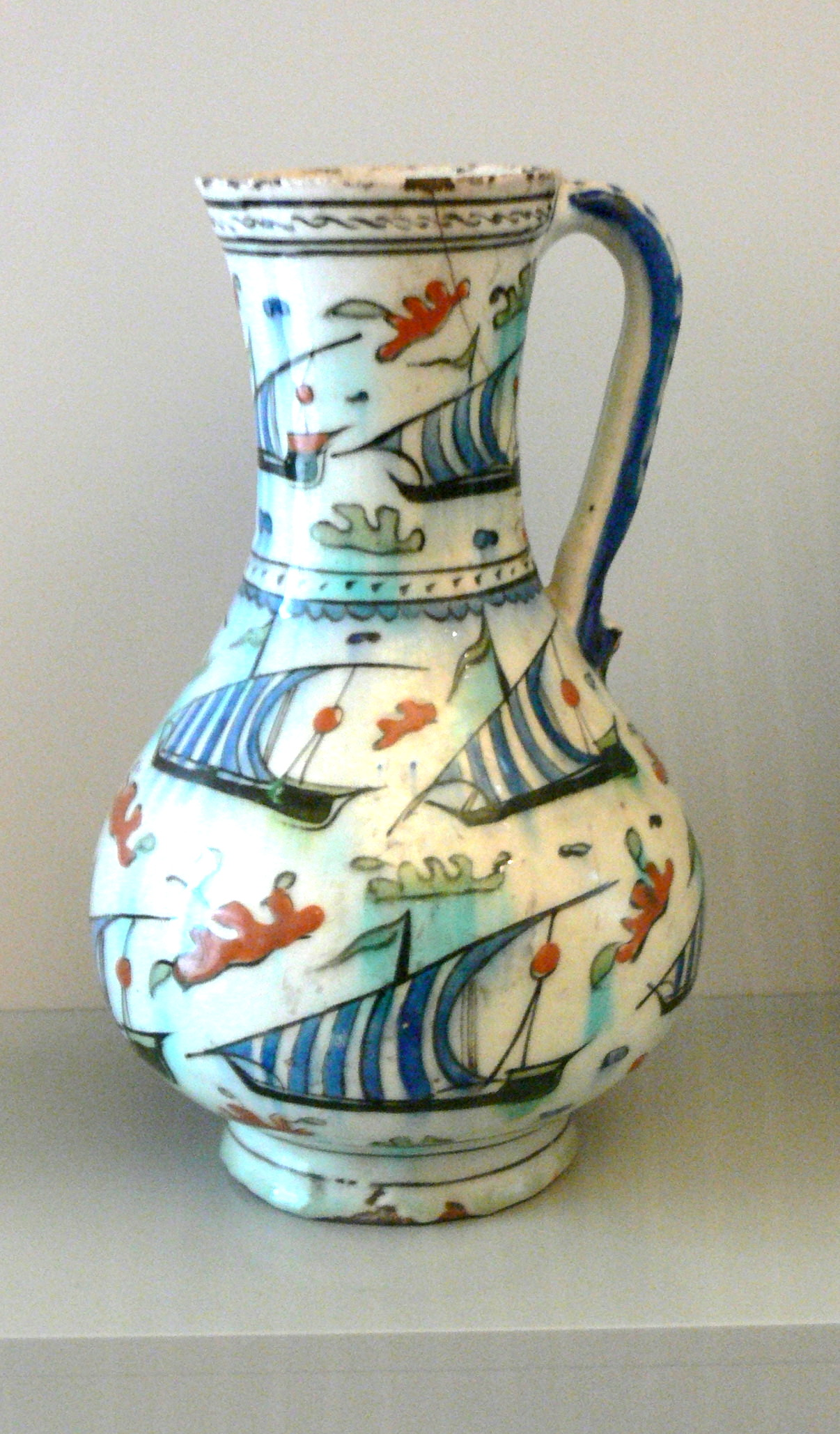
Krug mit Segelschiffen, frühes 17. Jahrhundert, Museum für Islamische Kunst (Berlin)

Die Herstellung polychromer Keramiken bildete die längste und erfolgreichste Periode der İznik-Ware. Sie begann in der Mitte des 16. Jahrhunderts und endete im 17. Jahrhundert. Gekennzeichnet ist sie insbesondere durch die deutlich erweiterte Farbpalette und das kräftige, häufig plastisch abgehobene Bolus-Rot. Wie zuvor war auch weiterhin eine reiche Flora kennzeichnend für die Keramik osmanischen Geschmacks; die Blüten sind dabei zumeist detailliert genug, dass sie ohne Schwierigkeit botanisch zugeordnet werden können. Als Motiv beliebt wurden nun neben naturalistischen Dekors aber auch Kompositionen aus Segelschiffen, eine Gestaltung, die im Rahmen der Turquerie besonders gerne auch von europäischen Fayencemanufakturen übernommen wurde.

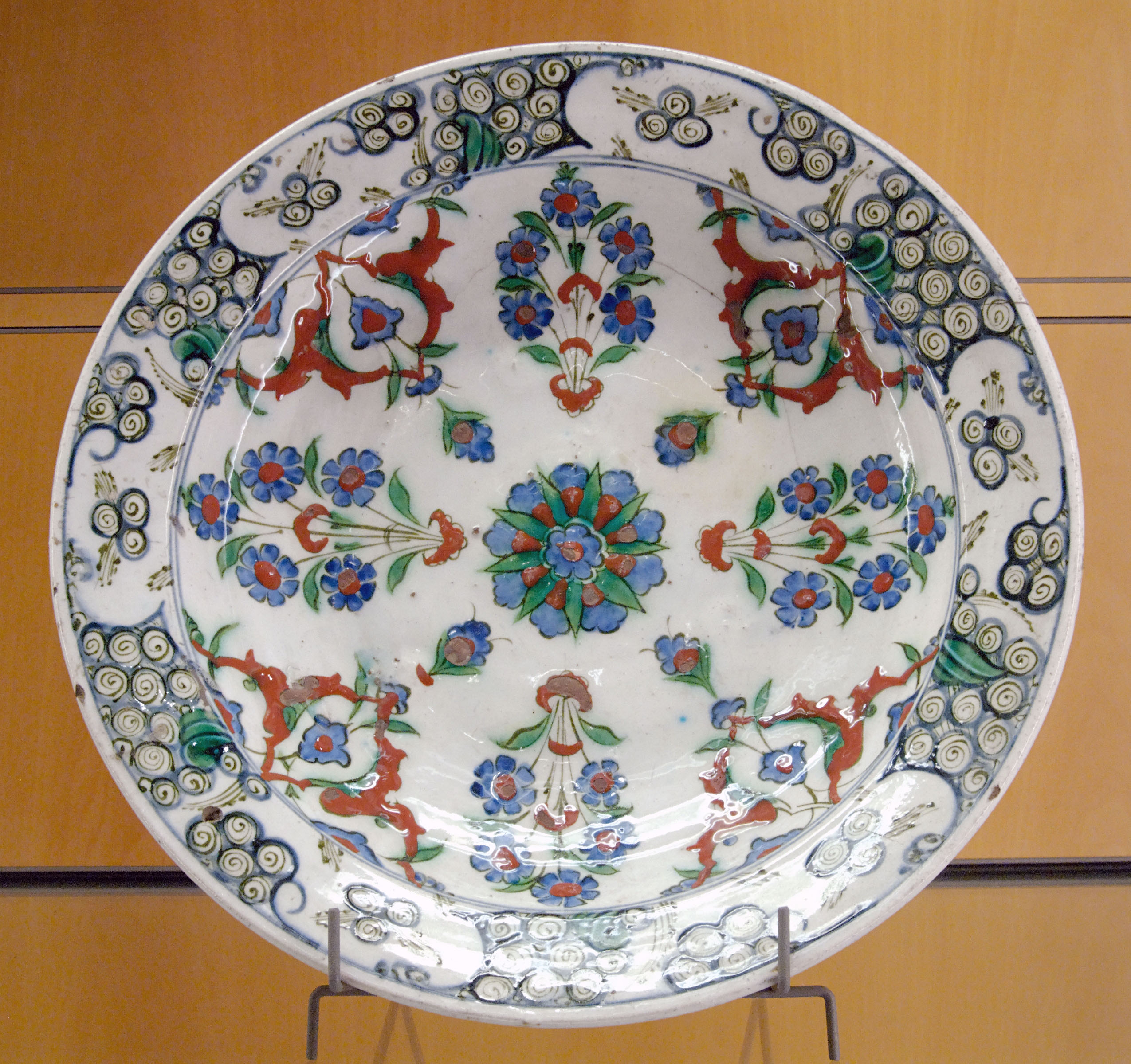
Teller mit vegetabilen und floralen Motiven, 1580–1600
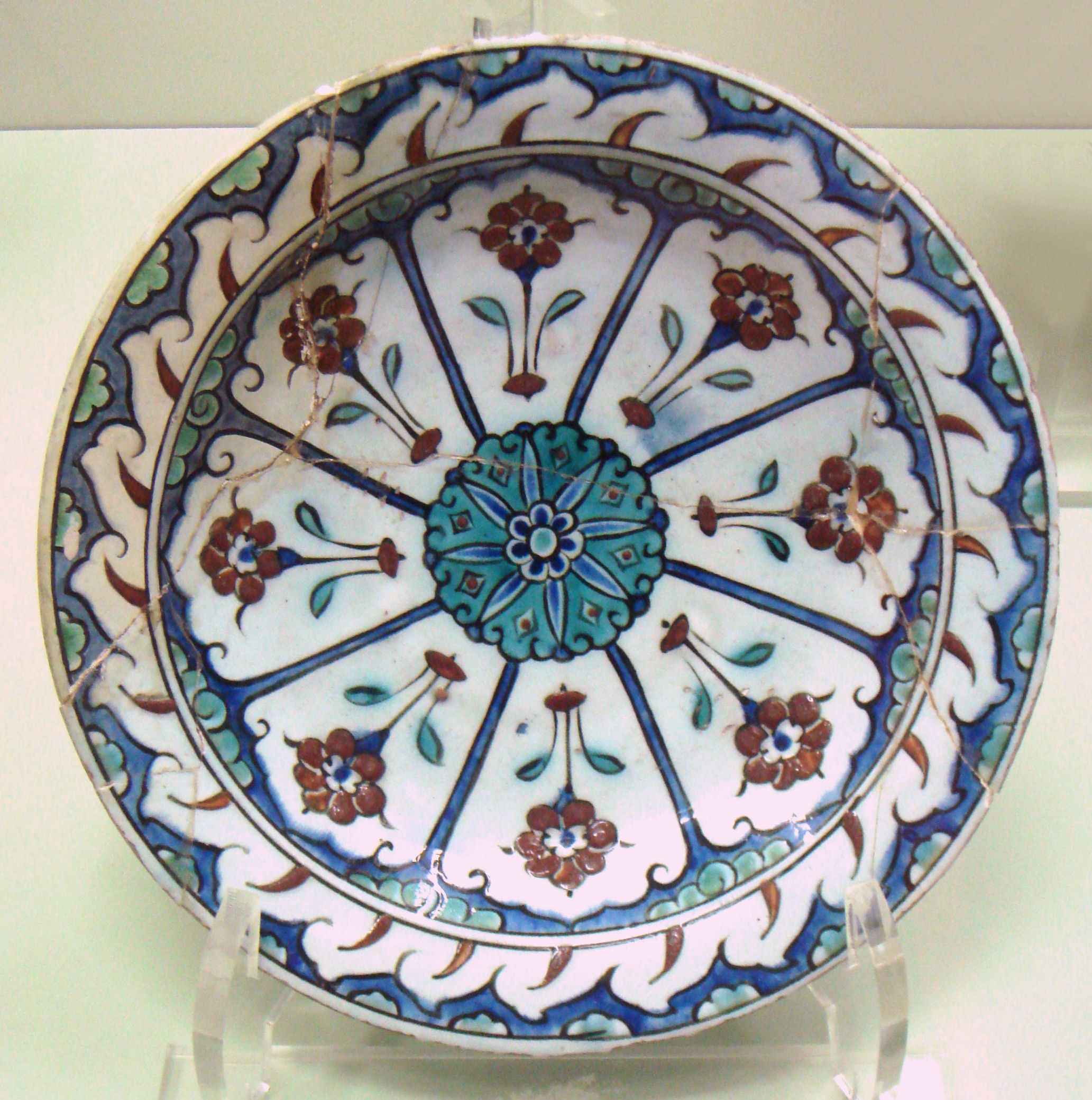
Polychromer Teller, spätes 16. oder frühes 17. Jahrhundert

#### Niedergang (1600–1700)
Gegen Ende des 16. Jahrhunderts setzte ein deutlicher Niedergang in der Qualität der in İznik hergestellten Keramik ein; die Farbklarheit und die gestalterische Innovationskraft nimmt deutlich ab, das Bolusrot ist ungleichmäßiger gefärbt und wird nur noch selten verwendet, der freie Zeichenstil wird nahezu vollständig zugunsten herkömmlicher Muster aufgegeben. Wesentlicher Faktor in diesem Prozess ist vor allem der Verlust der Patronage des osmanischen Hofs und der zunehmende Preisverfall im Zuge einer Inflation. Zudem wurde verstärkt chinesisches Porzellan importiert, mit dessen Qualitätsstandards die Töpfer in İznik unter diesen Bedingungen nicht mehr mithalten konnten. Die bislang nahezu konkurrenzlos mögliche Fliesenproduktion, die das wirtschaftliche Rückgrat der Keramikherstellung gebildet hatte, kam aufgrund mangelnder Bautätigkeit nahezu zum Erliegen. Zudem kamen statt keramischer Wandverkleidungen zunehmend schmückende Holzvertäfelungen ähnlich denen des Aleppo-Zimmers in Mode. Die Erschließung neuer Märkte, zum Beispiel durch die Restaurierung der Aqsunqur-Moschee in Kairo, die ab 1654 mit İznik-Fliesen ausgestattet wurde, und der Export nach Europa, vor allem in das Kloster Megisti Lavra in Griechenland, konnte den Niedergang verlangsamen, aber letztlich nicht aufhalten. Katastrophen wie großflächige Brände innerhalb der Produktionsviertel der Stadt taten ein Übriges. Ende des 17. Jahrhunderts gab es nur noch wenige Brennöfen in İznik, schließlich wurde die Produktion gänzlich eingestellt.

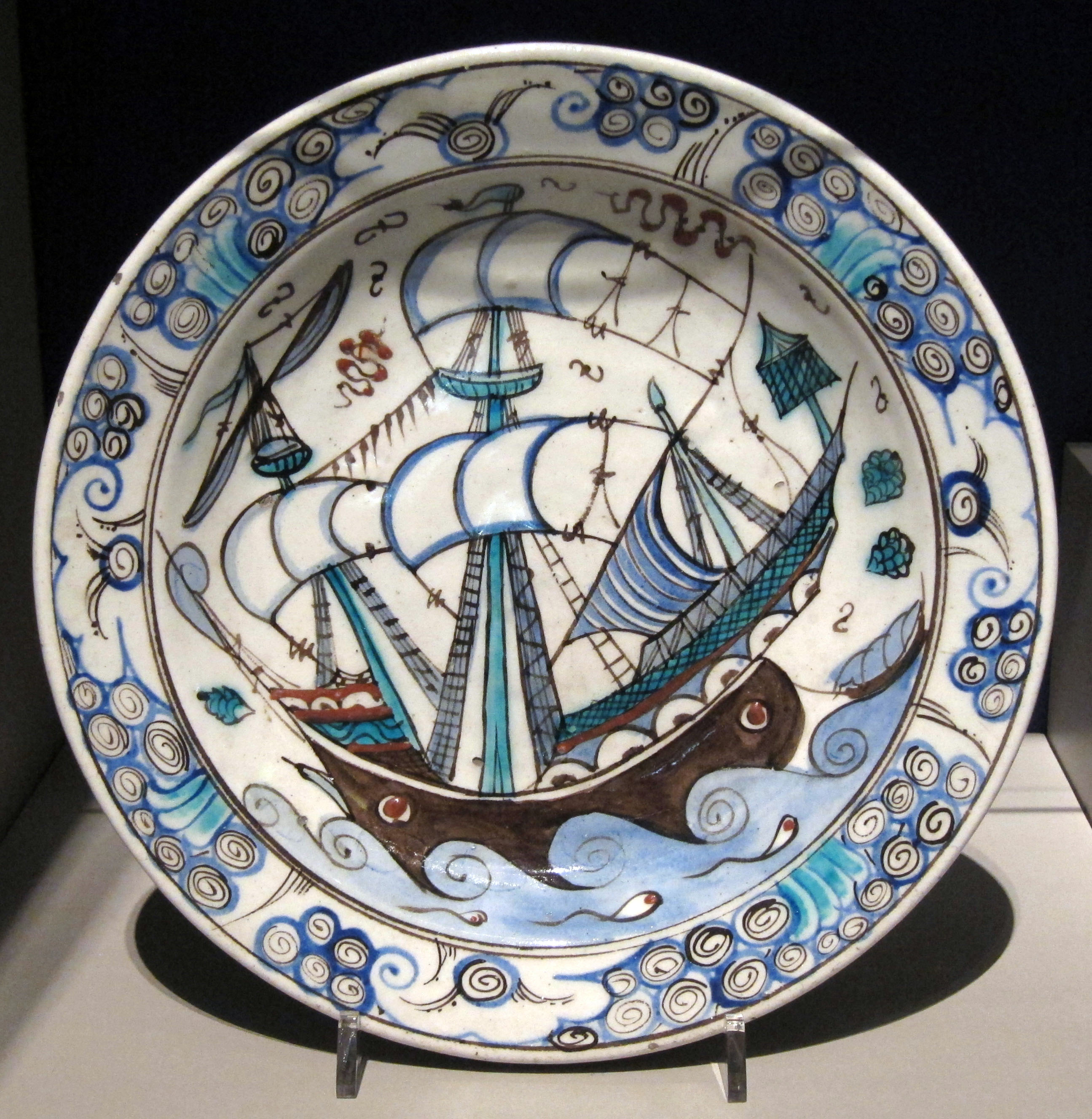
İznik-Teller mit Schiffsmotiv, um 1625–1650
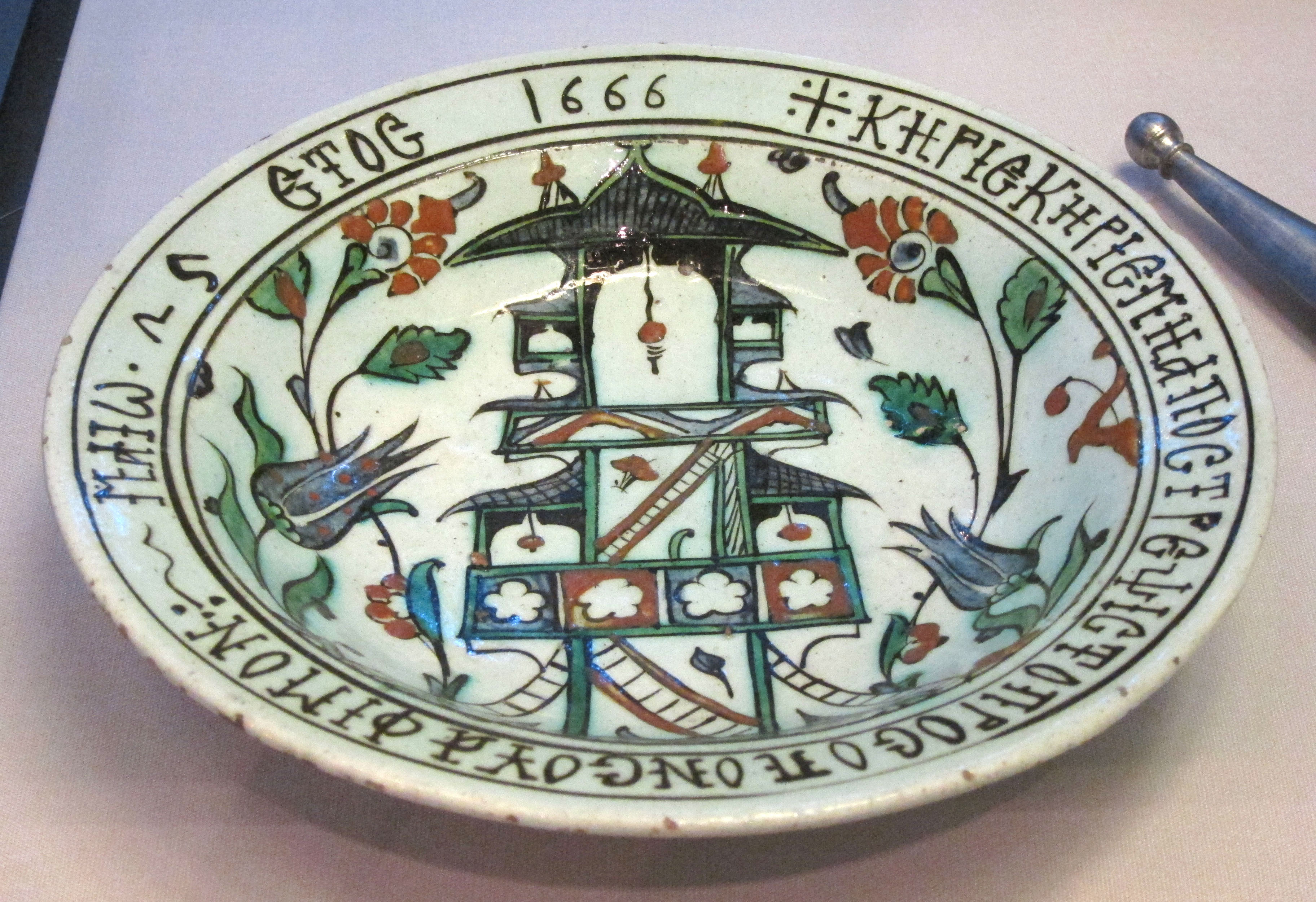
Teller mit griechischer Inschrift und architektonischem Motiv, 1666

### Zeitgenössische türkische Keramik
Nach dem Niedergang der Keramikherstellung in İznik wurde die südöstlich gelegene Ortschaft Kütahya zum Zentrum der Keramikproduktion. Die dort bis heute hauptsächlich für Touristen produzierte Frittenkeramik ist eine Imitation der früheren Töpferware. Zu den bedeutenderen neuzeitlichen türkischen Töpfern zählt Ahmet Şahin, dessen Stil prägend für eine ganze Generation wurde. Auch in İznik selbst gibt es wieder einzelne Werkstätten, in denen Keramik zum Verkauf an Touristen hergestellt wird.

## Andere Produktionsorte für Keramik im Osmanischen Reich

### Kütahya

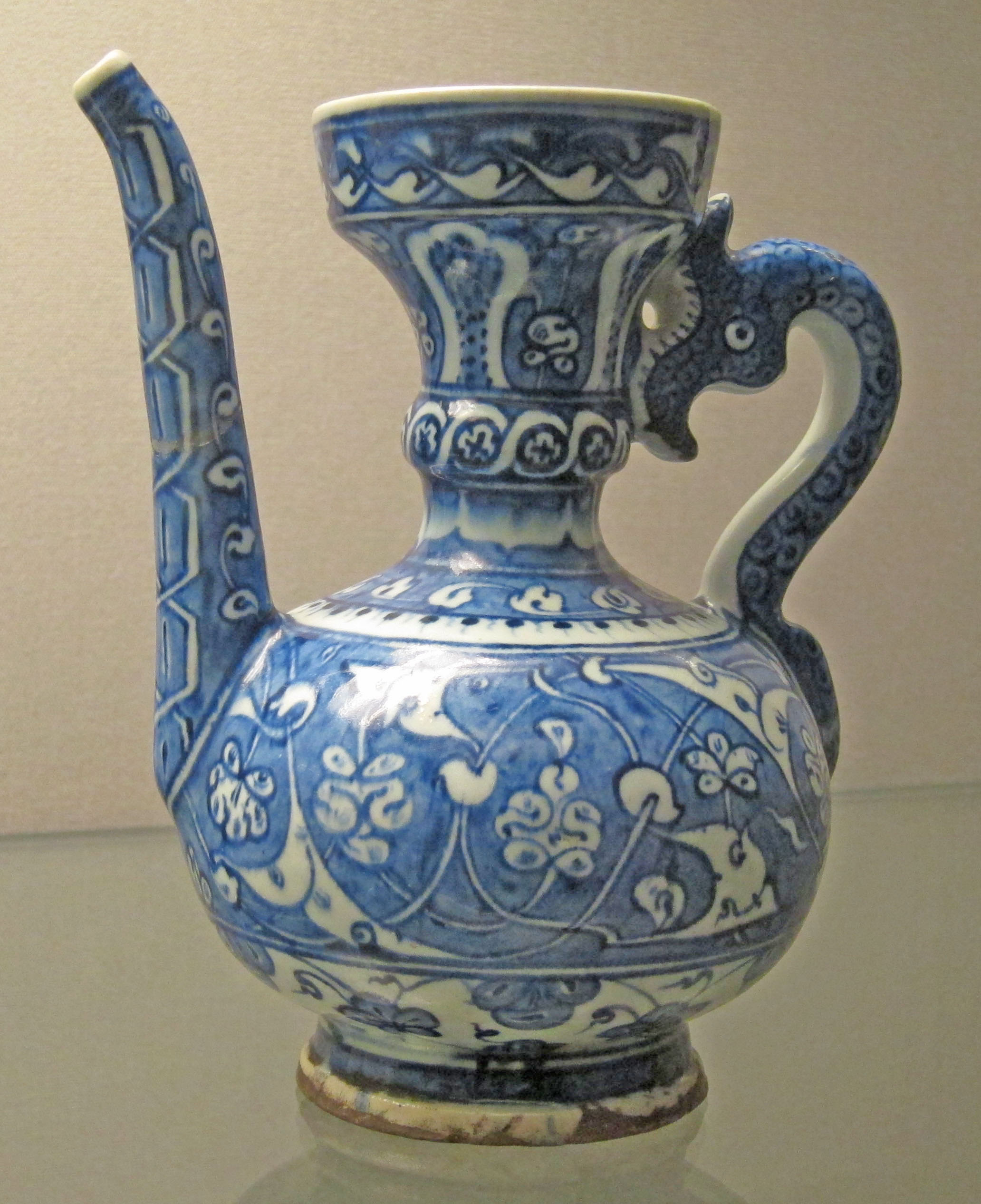
Abraham-von-Kütahya-Krug, vermutlich hergestellt in Kütahya, 1510

In der jüngeren Forschung wird zunehmend wieder auf die Bedeutsamkeit anderer Produktionsorte für Keramik im Osmanischen Reich hingewiesen, vor allem auf die von Kütahya. Der Abraham-von-Kütahya-Krug im Britischen Museum ist nicht das einzige Objekt, zu dem eine Herkunft aus diesem etwas abseits gelegenen Ort diskutiert wird. Die Unterglasurinschrift einer in Fragmenten erhaltenen Wasserkanne im Goldenes-Horn-Stil etwa weist diese als Objekt aus Kütahya aus. Arthur Lane wies diese Annahme in seinem Versuch, sämtliche osmanische Keramik der Produktion in İznik zuzuschreiben, jedoch zurück. Im Rahmen archäologischer Ausgrabungen in Kütahya konnte jedoch nachgewiesen werden, dass dort bereits früh Frittenware hergestellt wurde, die der Keramik aus İznik sehr ähnlich und letztlich in Motiv- und Farbgebung kaum von ihr zu unterscheiden ist. Vermutlich war Kütahya aufgrund der deutlich größeren Entfernung zu Istanbul jedoch lange Zeit nur ein nachrangiger Herstellungsort.

### Istanbul
Während der ersten Hälfte des 16. Jahrhunderts wurden auch in Istanbul unterglasierte Blau-Weiß-Keramiken hergestellt. Ein Register von 1526 listet einen am osmanischen Hof angestellten Fliesenhersteller aus Täbris mit seinen zehn Gehilfen. In den Fliesenmanufakturen nahe dem Porphyrogennetos-Palast wurden vermutlich bis zur Erbauung der Süleymaniye-Moschee ab 1550 alle in osmanischen Gebäuden in Istanbul verbauten Fliesen hergestellt. Die Dekoration erfolgte nahezu ausschließlich mithilfe der Cuerda-Seca-Technik. Einige Fliesen im Beschneidungspavillon des Topkapı-Palastes gehen vermutlich auf diese Zeit zurück und zeigen die enge Zusammenarbeit der Baukeramikhersteller mit den Künstlern der Hofateliers. Möglicherweise wurden in ihren Werkstätten auch Gefäßkeramiken hergestellt. Spätestens seit der zweiten Hälfte des 16. Jahrhunderts war die Konkurrenz aus İznik jedoch so groß, dass die Produktion in Istanbul schließlich eingestellt wurde.

## Provenienz der İznik-Keramik und Rezeption in Europa

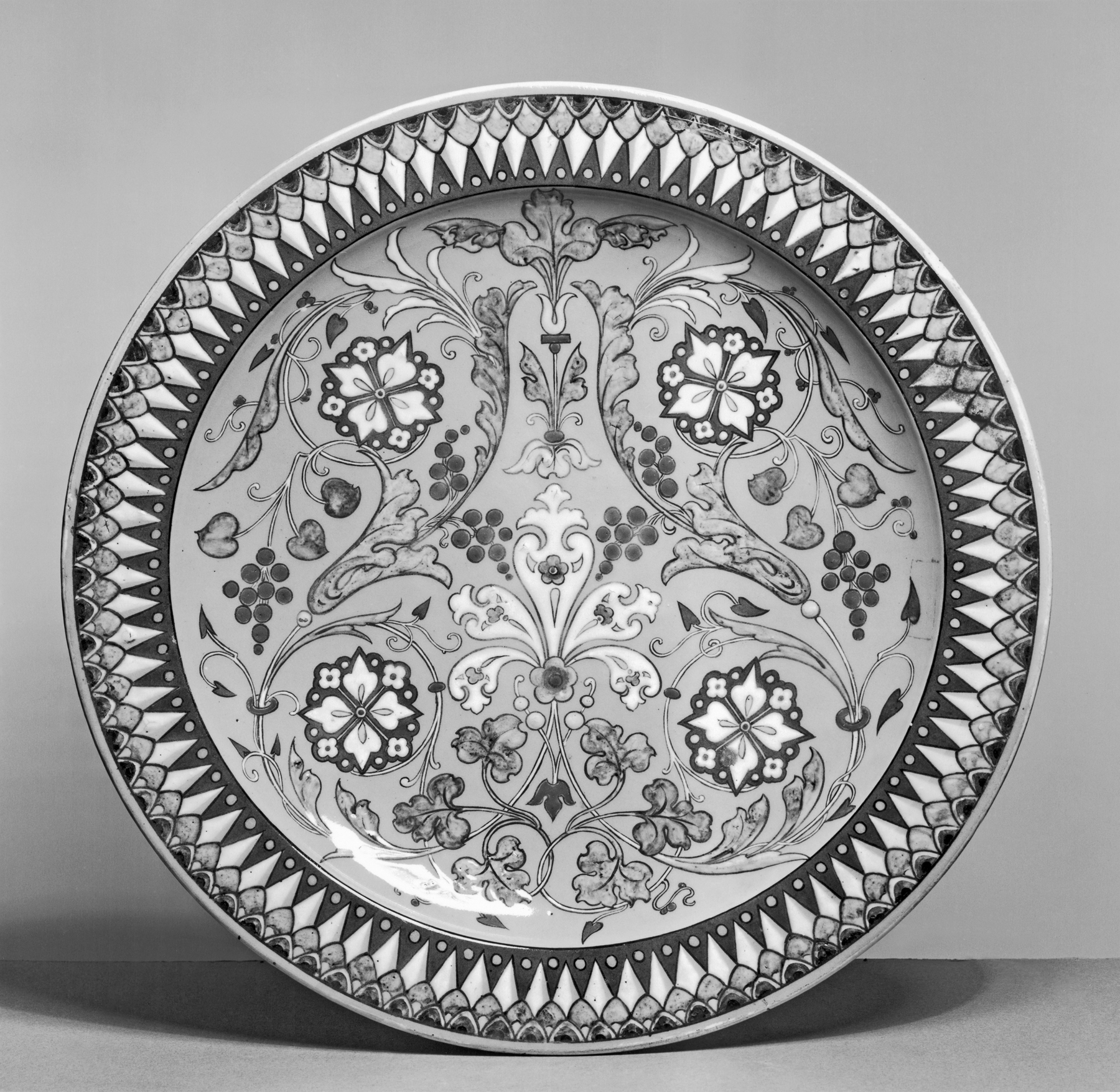
Théodore Deck, Teller im türkischen Stil, um 1860

Bereits im 16. Jahrhundert wurde osmanische Keramik gezielt zum Export nach Europa hergestellt und mit den Wappen der künftigen Besitzer versehen. David Ungnad, kaiserlicher Gesandter in Konstantinopel, erwarb zwischen 1573 und 1578 große Mengen von Töpferwaren in İznik und ließ sie anschließend nach Österreich verschiffen. In Venedig und Padua wurden im 17. Jahrhundert Töpferwaren hergestellt, die den osmanischen Stil kopierten.
Im 19. Jahrhundert nahm dann das europäische Interesse an islamischen Töpferwaren, die damals noch durchgängig als „persische“ Keramik bekannt waren, noch deutlich zu. Keramiker wie Théodore Deck und William De Morgan versuchten sich an einer gezielten Nachahmung und Neufassung türkischer Motive und Techniken. Keramikmanufakturen wie die von Vilmos Zsolnay, aber auch Villeroy & Boch ließen sich von der İznik-Keramik inspirieren. Frederick DuCane Godman war der wohl bedeutendste Sammler von İznik-Waren. Die von ihm erworbenen Waren befinden sich heute überwiegend im Britischen Museum, das so in den Besitz der weltweit umfangreichsten Sammlung von İznik-Keramik gelangt ist.